# Deutsche Notenbank
Die Deutsche Notenbank (DNB) war die Zentralbank in der Sowjetischen Besatzungszone (SBZ) sowie der DDR von 1948 bis 1968. Sie wurde am 20. Juli 1948 als Nachfolgerin der Deutschen Emissions- und Girobank gegründet. Die Deutsche Emissions- und Girobank war am 21. Mai 1948 als ein zentrales Bankorgan gegründet worden, sie hatte aber nicht das Recht der Geldemission.
Deutsche Emissions- und Girobanken waren bereits im Februar 1947 in den fünf Ländern der SBZ gegründet worden. Ihnen oblag es bisher, den Geldumlauf zu regeln und den Zahlungsverkehr innerhalb der Länder rationell durchzuführen. In der Westzone und der Bundesrepublik Deutschland übernahm die Bank deutscher Länder und ab 1957 die Bundesbank diese Aufgaben.
Ihren Sitz hatte die Bank zuerst in Potsdam. Am 20. Juli 1948 erhielt die Deutsche Notenbank auf Beschluss der Deutschen Wirtschaftskommission das alleinige Recht, in der sowjetischen Besatzungszone Deutschlands und im Gebiet der Viersektorenstadt Berlin („Groß-Berlin“) neue Geldzeichen auszugeben. Zugleich verlegte sie ihren Sitz in den sowjetischen Sektor von Berlin. Das Gesetz über die Deutsche Notenbank vom 31. Oktober 1951 übertrug der Deutschen Notenbank das alleinige Recht zur Ausgabe von Banknoten und zur Führung der Kassengeschäfte des Staatshaushaltes in der DDR. Die Bank gab ab 1957 bis 1967 die ersten Reiseschecks der DDR aus. Diese Aufgabe übernahm ab 1967 die Deutsche Außenhandelsbank (DABA). Sie unterstand als nicht-selbständige Institution jedoch der Aufsicht des Ministeriums der Finanzen.
Eine Reihe von Kreditinstituten auf Landesebene wurde in die Deutsche Notenbank integriert. So wurden z. B. 1950 die Sächsische Landesbank und die Emissions- und Girobank Sachsen in die Deutsche Notenbank eingegliedert.
Zum 1. Januar 1968 wurde die Deutsche Notenbank in Staatsbank der DDR umbenannt.
Rechtsgrundlage der Arbeit der Deutschen Notenbank war zunächst die Anordnung vom 20. Juli 1948 über die Deutsche Notenbank (ZVOBl. S. 291) und später das „Gesetz über die Deutsche Notenbank“ vom 31. Oktober 1951.

## Organe
Als Organe der Bank fungierten der Verwaltungsrat und das Direktorium. Das Direktorium führte die gesamten Geschäfte der DNB, vertrat die Bank gerichtlich und zeichnete verantwortlich für die Einstellung und Entlassung von Angestellten. Es bestand aus dem Präsidenten, dem Vizepräsidenten und bis zu vier weiteren Direktoren. Der Verwaltungsrat hatte die allgemeine Leitung und die Kontrolle der Tätigkeit der DNB zu gewährleisten. Ihm gehörten 17 Mitglieder an, die ehrenamtlich arbeiteten und ihre Beschlüsse mit einfacher Stimmenmehrheit unter dem Vorsitz des Leiters der HV Finanzen der DWK fassten.
Im Verwaltungsrat saßen die Leiter der am Grundkapital beteiligten Hauptverwaltungen der DWK, die Präsidenten der Emissions- und Girobanken, zwei Vertreter des Bundesvorstandes des FDGB, ein Vertreter der Vereinigung der gegenseitigen Bauernhilfe und ein von der DWK bestellter Vertreter der volkseigenen Betriebe.
Mit dem „Gesetz über die Deutsche Notenbank“ vom Oktober 1951, durch das die DNB den Status einer Staatsbank und das alleinige Recht zur Ausgabe von Banknoten erhielt, unterstand sie unmittelbar dem Ministerrat, in dem der Präsident der DNB mit Sitz und Stimme vertreten war. Als Organe der DNB blieben das Direktorium und der Verwaltungsrat bestehen, jedoch führte nunmehr der Ministerpräsident den Vorsitz im Verwaltungsrat. Der Minister für Finanzen übernahm die Funktion des Stellvertreters. Das Direktorium setzte sich aus dem Präsidenten, einem Vizepräsidenten und fünf Direktoren zusammen.
Präsidenten der Deutschen Notenbank waren:
- Willy Huhn (1948–1950)
- Greta Kuckhoff (1950–1958)
- Martin Schmidt (1958–1961)
- Rolf Wetzel (1961–1964)
- Helmut Dietrich (1964–1967)
- Margarete Wittkowski (1967)